# Jo Baier
Josef-Albert „Jo” Baier (ur. 13 lutego 1949 w Monachium) – niemiecki reżyser i scenarzysta. Studiował germanistykę i amerykanistykę.

## Filmy
- 1988 – Schiefweg
- 1989 – Rosse
- 1991 – Wildfeuer
- 1995 – Hölleisengretl
- 1996 – Der schönste Tag im Leben
- 1998 – Der Laden
- 2000 – Der Weibsteufel
- 2001 – Wambo
- 2002 – Verlorenes Land
- 2003 – Schwabenkinder
- 2004 – Zamach w Wilczym Szańcu (Stauffenberg)
- 2006 – Nicht alle waren Mörder (według wspomnień Michaela Degena)
- 2007 – Das letzte Stück Himmel
- 2008 – Liesl Karlstadt und Karl Valentin
- 2010 – Henryk IV. Król Nawarry (Henri 4)
- 2010 – Koniec jest moim początkiem (Das Ende ist mein Anfang)
- 2012 – Die Heimkehr